# Recoleta

Lage von Recoleta in Buenos Aires

Recoleta ist ein Stadtteil im Norden der argentinischen Hauptstadt Buenos Aires. Der Stadtteil ist eines der elegantesten und teuersten Wohn- und Geschäftsviertel der Hauptstadt. La Recoleta liegt nördlich des Microcentros, zwischen den Stadtteilen Retiro und Palermo am Río de la Plata.

## Beschreibung
Recoleta hat 188.780 Einwohner auf einer Fläche von 5,4 km² (Stand von 2001), das bedeutet eine Bevölkerungsdichte von 34.959 Einwohnern pro km². Verglichen mit der durchschnittlichen Wohndichte von gut 13.000 Einwohnern/km² liegt Recoleta damit weit über dem Durchschnitt. Zwischen 1991 und 2001 nahm die Bevölkerung um ungefähr 5 Prozent ab. Zusammen mit dem Stadtteil Retiro ist Recoleta auch bekannt als Barrio Norte.
Der Name von Recoleta stammt von den Franziskaner-Rekollekten, die Anfang des 18. Jahrhunderts die Kirche Nuestra Señora del Pilar und ein Kloster an der Plazoleta Recoleta errichteten. Die Konstruktion der Pfarrkirche wurde 1732 abgeschlossen und bildete den historischen Stadtkern des Stadtviertels an der Böschung zum Río de la Plata. Nach der Kirche nannte man das Stadtviertel zwischenzeitlich auch „El Pilar“, später aber „Recolet“. Auf dem Klostergelände wurde nach der Säkularisierung 1822 der Friedhof La Recoleta angelegt.
Obwohl sich Recoleta gegenwärtig weniger als fünf Minuten vom Zentrum von Buenos Aires entfernt befindet, so war dieser Ort zur Mitte des 19. Jahrhunderts für die Bewohner relativ abgelegen. Als 1870 in Buenos Aires Cholera- und Gelbfieberepidemien wüteten, flüchtete sich die Bevölkerung in die umliegenden Orte, um sich vor einer Ansteckung zu schützen. Während die arme Bevölkerungsschicht sich eher im Süden und Südosten neu ansiedelte, kam nach Recoleta vor allem die Oberschicht, da die Anhöhe von Recoleta die Anwesenheit von Stechmücken verminderte und damit die Ansteckungsgefahr geringer als in der Tiefebene war.
Diese Familien errichteten in Recoleta große Villen im französischen Stil und verhalfen so zum Spitznamen Recoletas, „das Paris Amerikas“. Das Stadtviertel wurde hauptsächlich zu der Zeit gebaut, in der Argentinien zu den reichsten Ländern der Erde gehörte. In den 1950er und 60er Jahren wurden viele der damaligen Herrschaftshäuser in den Unruhen zerstört, daher bestehen heute in Recoleta moderne elegante Gebäude neben den traditionellen Villen von damals. Einige sehr schöne alte Villen kann man entlang der Avenida Alvear besichtigen. In Recoleta finden sich außerdem die Botschaften Frankreichs, Brasiliens und Russlands. Trotz der hohen Bevölkerungsdichte ist Recoleta ein sehr grüner Stadtteil mit mehreren Parks.
Zu den wichtigsten Straßen in Recoleta gehören die Avenida Quintana, die Avenida Las Heras, die Avenida Alvear, die Avenida Callao und die Avenida Figueroa Alcorta.

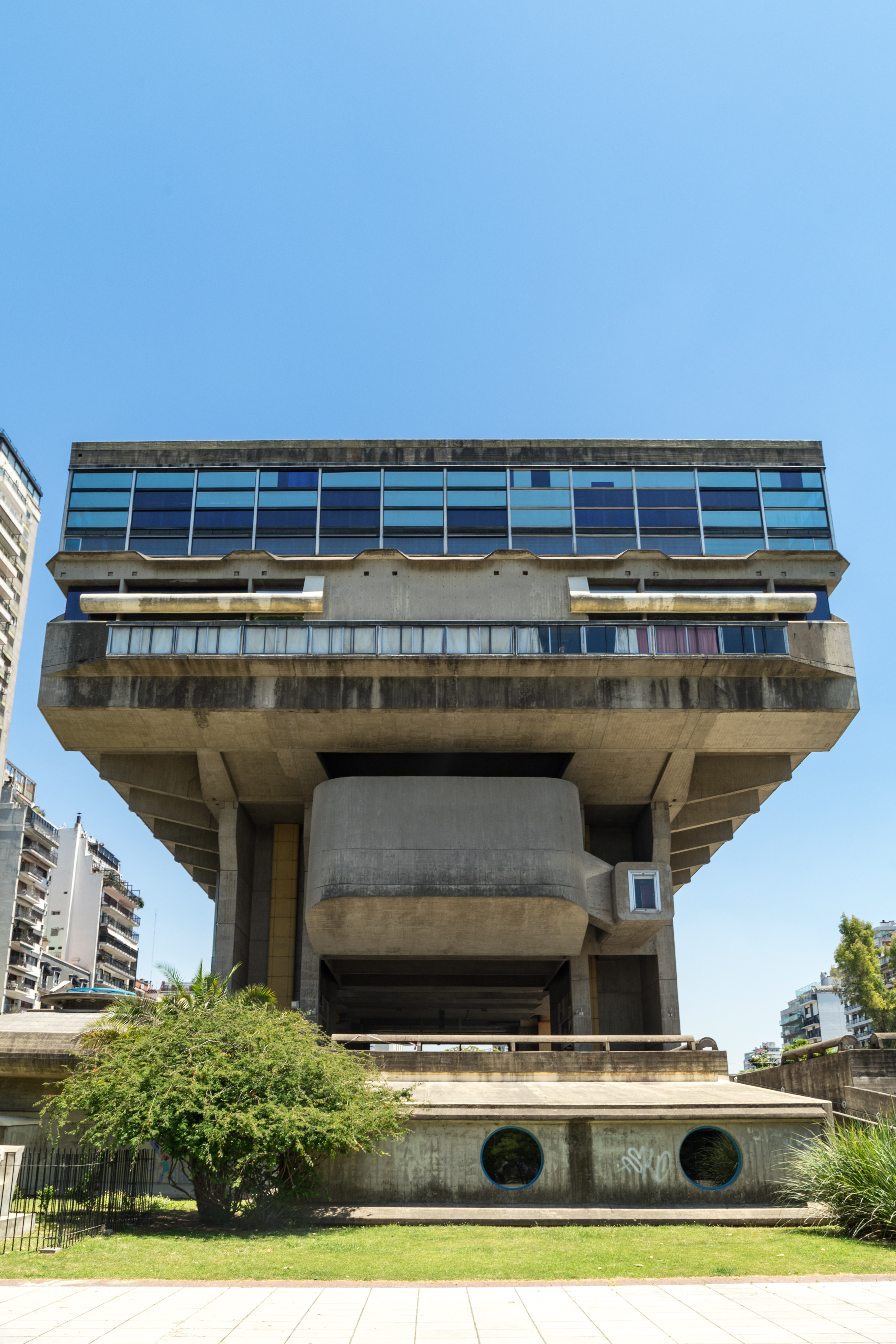
Die Nationalbibliothek

## Sehenswürdigkeiten
Zu den wichtigsten Sehenswürdigkeiten von Recoleta gehört der Friedhof La Recoleta. Neben den letzten Ruhestätten anderer prominenter Argentinier befindet sich hier auch das Grab von Eva Perón.
Recoleta hat mehrere Museen: Das Nationalmuseum der Schönen Künste, das Museum für Lateinamerikanische Kunst (MALBA) und das Museo Evita, das sich mit Eva Perón auseinandersetzt.
Eine weitere Sehenswürdigkeit ist die bereits erwähnte Kirche Nuestra Señora de Pilar. Sie wurde 1732 vom Architekten Giovanni Andrea Bianchi geschaffen, hat eine schlichte koloniale Fassade und ist weitgehend original erhalten.
Die Floralis Genérica stellt eine riesige Metall-Blume dar. Sie ist im Parque Thays zu finden. Diese überdimensionale Blüte öffnet sich bei Sonnenaufgang und schließt sich bei Sonnenuntergang, in der Nacht leuchtet sie. Geschaffen wurde das zwanzig Meter hohe Kunstwerk von dem Architekten Eduardo Catalano.
Des Weiteren sind sehenswert: Die Nationalbibliothek, die Avenida Alvear mit ihren luxuriösen Geschäften und Häusern im Stil der Belle Époque, das Palais de Glace, in dem schon Carlos Gardel auftrat, das Centro Cultural Recoleta, das Hotel Alvear Palace und der Palacio Pizzurno, auch Palacio Sarmiento genannt, der 2006 zum Historischen Monument erklärt wurde.

## Persönlichkeiten

### Söhne und Töchter von Recoleta
- Dalma Maradona (* 1987), Schauspielerin

### Persönlichkeiten mit Bezug zu Recoleta
- In Recoleta lebte das Schriftstellerehepaar Adolfo Bioy Casares und Silvina Ocampo.
- Jorge Luis Borges lebte in der Avenida Quintana und war lange Zeit Direktor der Nationalbibliothek.